# Société des Transports en Commun de Limoges

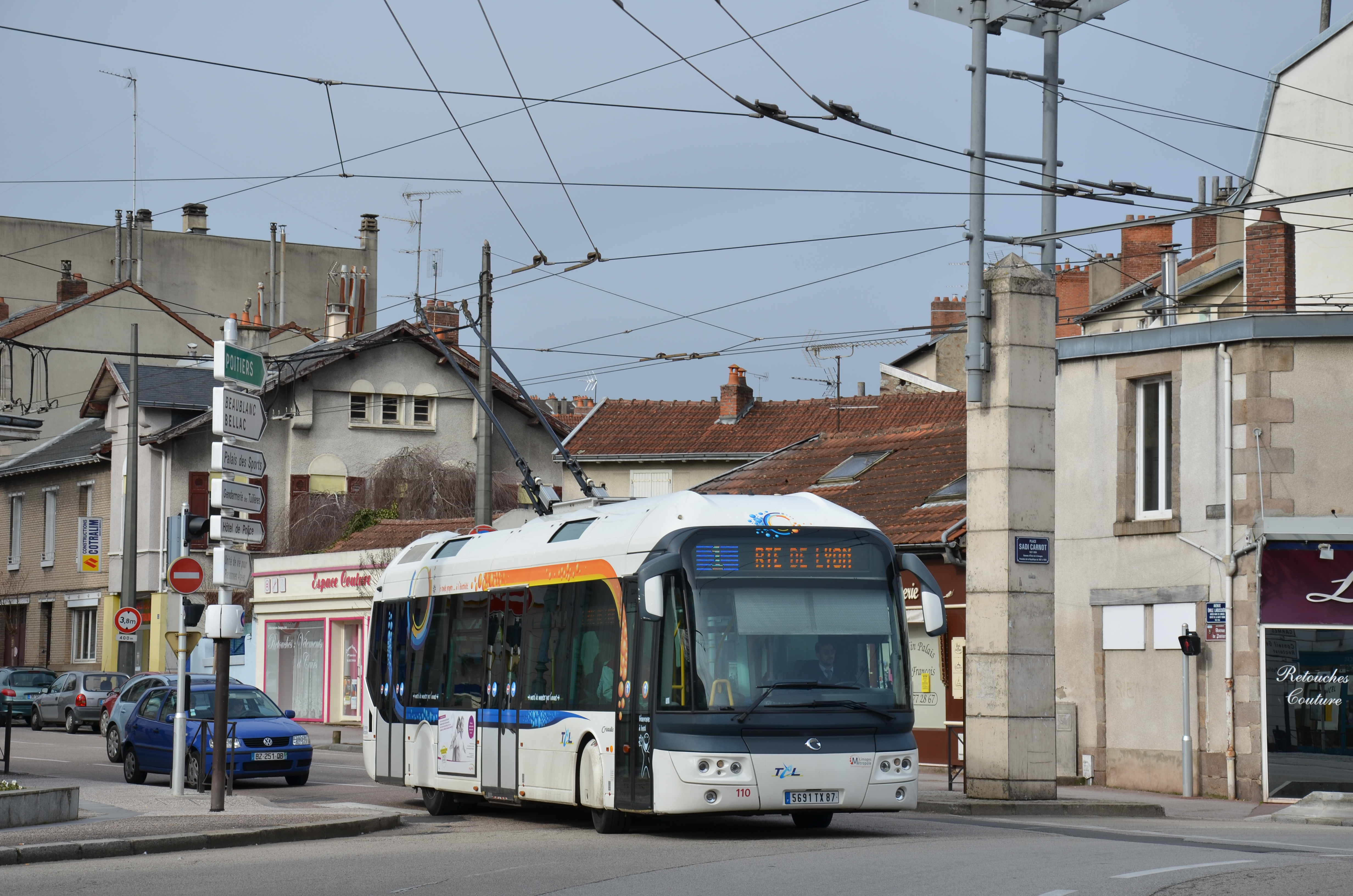
STLC:filobus Irisbus Cristalis n. 110 sulla linea 1 a Limoges

La Société des Transports en Commun de Limoges, la cui sigla STCL è ulteriormente abbreviata in TCL, è l'azienda che gestisce il trasporto pubblico in tutti i comuni costituenti l'agglomerato metropolitano di Limoges.

## Esercizio e parco aziendale
L'azienda, le cui vetture hanno livrea bianco-grigia con strisce celesti e gialle, gestisce:
- numerose autolinee (svolte quasi tutte con modelli Renault e Irisbus), tra cui rientrano due linee notturne, il servizio a richiesta "Telobus" ed il trasporto di disabili (TPMR: service de Transport des Personnes à Mobilité Réduite).
- 5 filovie (linee 1, 2, 4, 5, 6), dove operano dall'inizio del 2006 anche i modernissimi Irisbus Cristalis da 12 metri.